# Colletes brevicornis
Colletes brevicornis är en solitär biart som beskrevs av Robertson 1897. Den ingår i släktet sidenbin och familjen korttungebin. Inga underarter finns listade i Catalogue of Life.

## Beskrivning
Honan är längre än hanen, med en kroppslängd omkring 9 mm mot hans 7 till 8 mm. Huvud och mellankropp har kort, vit päls, som kan ha en brunaktig ton på delar av ryggen. Antennerna är rödaktiga, och vingarna genomskinligt violetta med brunaktiga ribbor. Segmenten på bakkroppens ovansida (tergiterna) har vita hårband längs bakkanterna, tunnhåriga på de två främre tergiterna, mera täthåriga på de bakre.

## Ekologi
Arten flyger från slutet av mars till juni månad ut. Den är generalist och besöker många olika blommande växter, som korgblommiga växter likt läkerudbeckiasläktet, klockväxter likt blåklockssläktet, indianspeglar och venusspeglar, kransblommiga växter likt gamandrar, linväxter likt linsläktet, ljungväxter likt blåbärssläktet, rosväxter likt hagtornssläktet och hallonsläktet, oleanderväxter likt sidenörtssläktet, malvaväxter likt  klotmalvor, Callirhoe, brakvedsväxter likt Ceanothus americanus, ärtväxter likt sötväpplingssläktet och Psoralea onobrychis, kaktusväxter likt opuntiasläktet samt palsternackssläktet likt palsternacka.

## Utbredning
Utbredningsområdet omfattar Nordamerika från södra Manitoba i Kanada till USA där arten förekommer från New Jersey, Michigan, Wisconsin och Minnesota till North Carolina, Georgia, Florida och Louisiana i söder samt Klippiga bergen i väster.